# Coombe (Enford)
Coombe – osada w Anglii, w hrabstwie Wiltshire. Leży 20 km na północ od miasta Salisbury i 119 km na zachód od Londynu.